# Isabel Celaá
María Isabel Celaá Diéguez (Bilbau, 23 de maio de 1949) é uma catedrática de ensino secundário e política espanhola do Partido Socialista do País Basco (PSE-EE), atual Porta-voz e ministra da Educação e Formação Profissional do Governo da Espanha.

## Trajetória política
Iniciou sua atuação institucional em matéria educacional em 1987, como responsável do gabinete do conselheiro de Educação, Universidades e Pesquisa, José Ramón Recalde. Após o breve governo da coalizão PNV-EA-EE, em 1991, foi vice-conselheira de Educação, Universidades e Pesquisa, pasta então presidida por Fernando Buesa, até o fim da legislatura, em 1995. Na seguinte legislatura, atuou como diretora de gabinete do conselheiro de Justiça, Economia, Trabalho e Segurança Social, Ramón Jáuregui. Desde outubro de 1998, é parlamentária autonômica no legislativo basco por Biscaia. Como parlamentária, foi responsável dos temas educativos de seu grupo. Entre 2008 e 2009, foi vice-presidenta primeira do Parlamento Basco. De 2009 a 2012, exerceu o cargo de conselheira de Educação, Universidades e Pesquisa no governo de Patxi López.
Foi primeira da lista do PSE-EE ao Senado pela circunscrição de Biscaia nas eleições gerais de 2015 e 2016, dos quais não resultou eleita.

### Ministra da Educação (2018-)
Celaá foi escolhida por Pedro Sánchez como ministra da Educação e porta-voz do seu novo governo, após o êxito da moção de censura que o PSOE apresentou contra o anterior governo de Mariano Rajoy (PP) em junho de 2018.